# Selca, Brač
Selca (ital. Selza) so občina in istoimensko naselje na otoku Braču (Hrvaška).

## Geografija
Selca ležijo na vzhodni strani otoka, 2 km oddaljeno od obale. S cesto preko Pražnic in Nerezišča so povezane z ostalimi kraji na otoku, preko pristanišča v Sumartinu pa so s trajektom povezane z Makarsko.
V okolici naselja so kamnolomi  »braškega« kamna.

## Prebivalstvo
V občini, ki meri 53 km² stalno živi 1977 prebivalcev (popis 2001), samem naselju Selca pa polovico manj.

## Naselja v občini
V sestavu občine so naslednja naselja: Novo Selo, Povlja, Selca in
Sumartin.

## Gospodarstvo
Med glavnimi gospodarskimi dejavnostmi kraja je prav gotovo obdelovanje kamna, kar se kaže tudi v urbano urejenem naselju. Iz kamna so stopnice, terase, balkoni, ograje, klopi na trgu, vaze za cvetje i.t.d.
V okolici so vinogradi in nasadi sadnih dreves ter oljk.

## Zgodovina
V bližini naselja na griču Hum so bili najdeni ostanki prazgodovinskih
zgradb in vrsta gomil. Na griču nad naseljem imenovanem Glavica stoji predromanska cerkvica sv. Nikole s kupolo, datirana v čas  med 11. in 12. stoletjem.
Prava vaška lepotica iz kamna je velika župnijska cerkev sv. Cirila in Metoda postavljena na glavnem trgu. Notranjost cerkve krasi bronasti kip Kristusa, delo kiparja Meštrovića postavljenega leta 1956. V parku pred cerkvijo stoji kip ruskega pisatelja L.N. Tolstoja, postavjena 1911, delo češkega kiparja J. Barde.